# Danvou-la-Ferrière
Danvou-la-Ferrière är en kommun i departementet Calvados i regionen Normandie i norra Frankrike. Kommunen ligger i kantonen Aunay-sur-Odon som ligger i arrondissementet Vire. År 2018 hade Danvou-la-Ferrière 160 invånare.

## Befolkningsutveckling
Antalet invånare i kommunen Danvou-la-Ferrière
Referens: INSEE